# Evelyn Lambart
Pour les articles homonymes, voir Lambart.
Evelyn Lambart est une réalisatrice, productrice, directrice de la photographie et monteuse canadienne née à Ottawa le 23 juillet 1914 et morte le 3 avril 1999. Elle a été un collaboratrice de Norman McLaren à l'Office national du film du Canada

## Biographie
Depuis son enfance, elle est malentendante. Diplômée de l'Université de l'École d'art et de design de l'Ontario en 1937, elle devient la première femme animatrice à joindre à l'ONF. De 1944 à 1965, elle travaille en collaboration avec McLaren. À la fin des années 1960, elle se consacre entièrement à ses propres réalisations, dont plusieurs adaptations des fables d'Ésope,.

## Filmographie

### comme réalisatrice
- 1947 : The Impossible Map
- 1949 : Caprice en couleurs
- 1950 : Family Tree
- 1951 : Around Is Around
- 1952 : Ô Canada
- 1956 : Rythmetic (en)
- 1960 : Lines: Vertical
- 1962 : Lines: Horizontal
- 1965 : Mosaic
- 1968 : Fine Feathers
- 1969 : The Hoarder
- 1970 : Paradise Lost
- 1973 : The Story of Christmas
- 1974 : Mr. Frog Went A-Courting
- 1976 : The Lion and the Mouse
- 1980 : The Town Mouse and the Country Mouse

### comme productrice
- 1951 : Now Is the Time
- 1951 : Around Is Around

### comme directrice de la photographie
- 1956 : Rythmetic

### comme monteuse
- 1949 : Caprice en couleurs